# Toxische epidermale necrolyse
Toxische epidermale necrolyse (TEN) of het syndroom van Lyell is een zeldzame, maar levensgevaarlijke huidaandoening. Het wordt gekenmerkt door necrose van de epidermis. Daardoor ontstaan blaren, waar de patiënt vocht en serum uit verliest, en waar infecties kunnen ontstaan. Ook mondslijmvlies en ogen zijn vaak aangetast. Er is zo'n 30% kans op overlijden van de patiënt. Die kans wordt groter naarmate een groter deel van de huid is aangetast. TEN wordt vrijwel altijd veroorzaakt door een individuele gevoeligheid voor een medicijn; een ernstige geneesmiddelenreactie dus. Het komt naar schatting een aantal keren per jaar in Nederland voor.
Het belangrijkste verschil tussen TEN en syndroom van Stevens-Johnson (SJS) is de hoeveelheid huid die is aangetast. Bij TEN is >30% aangetast, bij SJS <10%. Daartussen wordt gesproken van een SJS-TEN-overlapsyndroom.

## Behandeling
Bij een vermoeden op TEN moet zo snel mogelijk de diagnose bevestigd worden, en alle medicijnen gestaakt. Verdere behandeling is gericht op het ondersteunen van de patiënt: voorkomen van infectie, uitdroging en onderkoeling. Daarnaast is speciale aandacht voor verzorging van mond-keelholte en ogen vereist, om schade aldaar te voorkomen. 